# Nicolás Navarro
Nicolás Gastón Navarro (Buenos Aires, 25 de Março de 1985) foi um ex-futebolista argentino.

## Carreira
Navarro se transferiu para o Napoli em janeiro de 2008, por três milhões e meio de euros.

## Títulos
Argentina
- Campeonato Mundial Sub-20: 2005
- Jogos Olímpicos: 2008